# Baujahr
Als Baujahr (Abkürzung: Bj.) wird in der Technik ein Jahr bezeichnet, in welchem ein Gegenstand hergestellt wurde. 

## Allgemeines
Das Baujahr gehört zu den technischen Daten und ist von historischer, technischer und rechtlicher Bedeutung: Mit dem Baujahr beginnt die Nutzungsdauer und Alterung eines Gegenstands und dessen Abnutzung durch Gebrauch. Bei Bauwerken ist das Baujahr ein wesentliches Datum im Denkmalschutz, bei Wohngebäuden sagt das Baujahr etwas über die Baukonstruktion, die Verwendung von bestimmten Baustoffen sowie die Raumorganisation aus.

## Darstellungsformen
Bei Bauwerken (Denkmäler, Skulpturen, Steinbrücken, Wohngebäuden) wird das Baujahr oft durch Gravuren der Jahreszahl verewigt. Technische Anlagen (Flugzeuge, Geräte, Kraftfahrzeuge, Maschinen, Schiffe) erhalten ein Typenschild oder das Baujahr ist aus der Gebrauchsanleitung ersichtlich. Die ATEX-Richtlinien, Druckgeräterichtlinie oder Maschinenrichtlinie legen in EU-Mitgliedsstaaten fest, dass in der Anleitung auch das Baujahr anzugeben ist.

## Gegenstände
Generell wird unterschieden zwischen Immobilien (Wohn- und Gewerbeimmobilien) und Mobilien.

### Gebäude
Als Baujahr eines Gebäudes gilt das Jahr der Bezugsfertigkeit. Wurden Gebäude durch Schäden unnutzbar und später wiederhergestellt, gilt das Jahr der ursprünglichen Bezugsfertigstellung als Baujahr. Auch bei Um-, An- und Erweiterungsbauten am Gebäude selbst ist das ursprüngliche Baujahr maßgebend. Bei völlig zerstörten Gebäuden hingegen gilt das Jahr des Wiederaufbaus als Baujahr. 
Im Mietrecht werden in der Regel Gebäude mit einem Baujahr bis 1949 als Altbauten definiert, Baujahre danach gelten als Neubauten. Im Einkommensteuerrecht legt diese Grenze sogar beim Baujahr 1924 (§ 7 Abs. 4 Nr. 2c EStG). Ansonsten sind Altbauten Wohngebäude bis zum Baujahr 1948, ab 1949 werden sie als Neubauten bezeichnet.
Das Baujahr ermöglicht bei Gebäuden eine Zuordnung zu einer Bauweise und einem Baustil. Weltweit sind viele Bauwerke dem Jugendstil oder Art déco zuzuordnen, welche die Baujahre zwischen 1890 und 1910 bzw. 1920 und 1944 betreffen. 
Das Baujahr darf – insbesondere bei Bauzeiten von länger als einem Jahr – nicht mit dem Baubeginn verwechselt werden, der meist mit der Grundsteinlegung verknüpft ist. 
Bei Sanierungen (insbesondere Kernsanierung) verändert sich das ursprüngliche Baujahr auf das Ende der Sanierungsmaßnahmen, sofern sich die Restnutzungsdauer (RND) verlängert. Dies kann durch Verjüngung des Baujahres auf Basis einer Berechnung in den Bewertungsverfahren entsprechend berücksichtigt werden.

### Kraftfahrzeuge
Personenkraftwagen

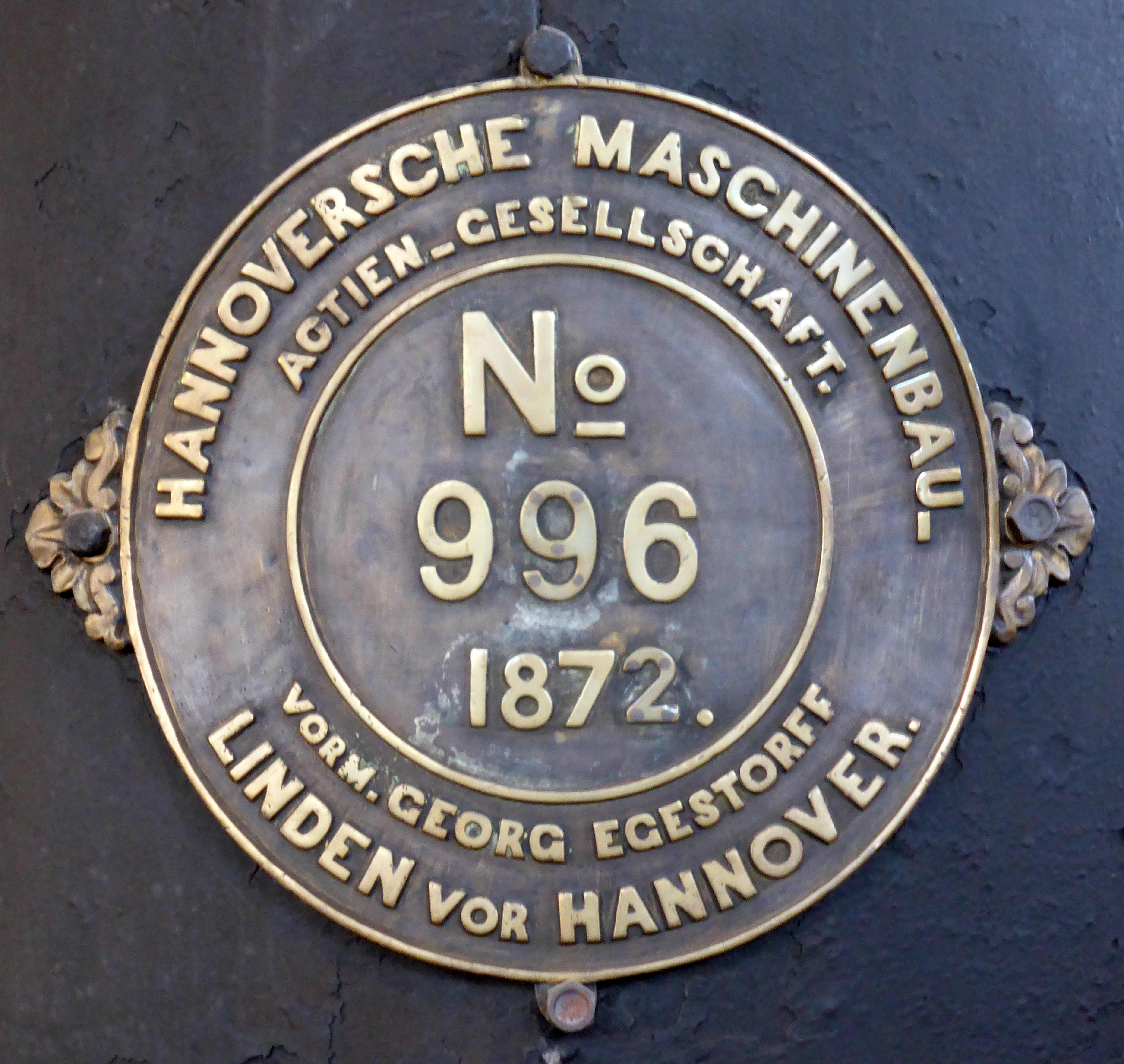
Historisches Typenschild der Hanomag aus 1872

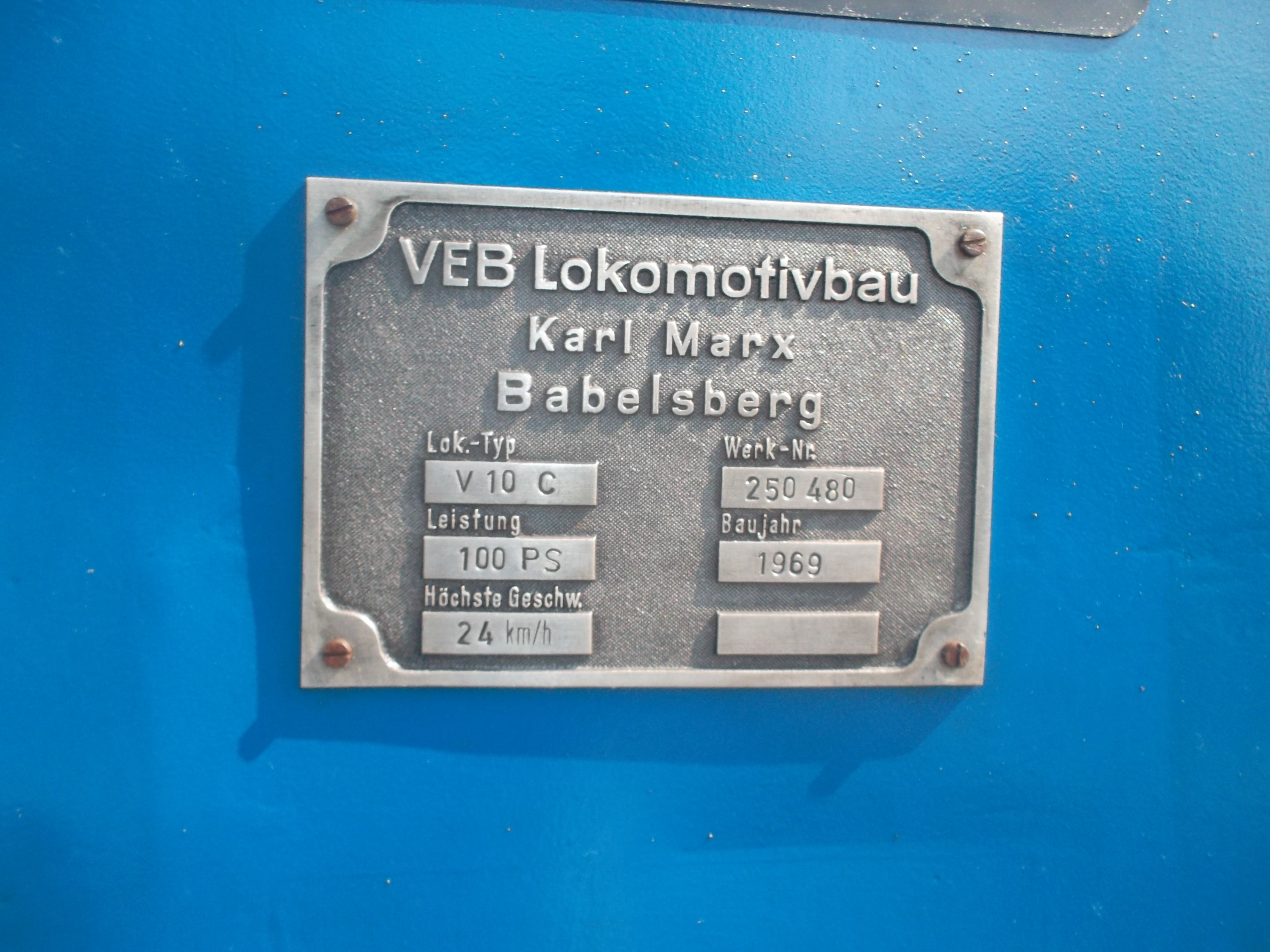
Typenschild in der DDR für eine Diesellok mit Baujahr 1969

Bei Personenkraftwagen ist das Baujahr eine wichtige Eigenschaft, dennoch ergibt es sich nicht aus den Fahrzeugpapieren. Es findet sich weder in der Zulassungsbescheinigung Teil I (Fahrzeugschein; siehe § 13 FZV), auch nicht im Teil II (Fahrzeugbrief; siehe § 14 FZV) noch in der Fahrzeug-Identifizierungsnummer. In diesen Dokumenten wird die Erstzulassung bzw. das Modelljahr vermerkt.
Die Erstzulassung kann keinen sicheren Hinweis auf das Baujahr geben. Denn es kommt zu Abweichungen, wenn zum Beispiel das Fahrzeug 12 Monate beim Kfz-Händler stand, bevor es verkauft wurde. Das Modelljahr ist das individuelle Modelljahr eines Automobilherstellers und beginnt im Mai oder August des Vorjahres, bei Volkswagen beispielsweise im Mai. Produziert VW im Juni 2021 ein Fahrzeug, lautet das Modelljahr demnach 2022, das Baujahr ist jedoch 2021.
Ein sicherer Hinweis über das Baujahr eines Pkw ist der Stempel auf der unteren rechten Seite der Windschutzscheibe (in Fahrtrichtung), sofern es sich noch um das Original handelt. Dort ist eine sechsstellige Zahl hinter einem Bindestrich vermerkt (Beispiel: „-123459“), von der die letzte Zahl (im Beispiel: „9“) auf das Baujahr des PKW hinweist. Ist die Baureihe bekannt, so handelt es sich beim Baujahr um 1999, 2009 oder 2019.
Oldtimer sind gemäß § 2 Nr. 22 FZV Fahrzeuge, die vor mindestens 30 Jahren erstmals in Verkehr gekommen sind, weitestgehend dem Originalzustand entsprechen, in einem guten Erhaltungszustand sind und zur Pflege des kraftfahrzeugtechnischen Kulturgutes dienen. Das Inverkehrbringen wird hier mit dem Baujahr gleichgesetzt.
Flugzeuge, Schiffe, Lokomotiven
Bei Flugzeugen weist das Typenschild an der Eingangstür auf das Herstellungsjahr (englisch year of manufacture, YOM) hin, das Baujahr von Schiffen ist mit dem Jahr des Stapellaufs verbunden und ebenfalls aus dem Typenschild ersichtlich. Auch Lokomotiven haben ein Typenschild.
Baujahre von Immobilien, Flugzeugen oder Schiffen ergeben sich auch aus öffentlichen Registern wie Kataster (Immobilien), Luftfahrzeugrolle oder Schiffsregister.

### Geräte
Bei Geräten (insbesondere Elektrogeräte) und Maschinen ergibt sich das Baujahr aus dem Typenschild oder der Gebrauchsanleitung. Hier zeigt sich, dass das Baujahr auch etwas über den berücksichtigten Stand der Technik aussagt. Gebäude oder Geräte mit einem Baujahr bis 1993 enthalten unter Umständen beispielsweise Asbest, da in jenem Jahr in Deutschland ein Asbestverbot verhängt wurde.

## Rechtsfragen
Im Bewertungsgesetz (BewG) wird das Baujahr zum Rechtsbegriff erhoben. Der Vervielfältiger bei der Wertermittlung richtet sich bei Gebäuden gemäß § 80 Abs. 1 BewG nach Grundstücksart, Bauart und Bauausführung, dem Baujahr des Gebäudes sowie nach der Einwohnerzahl der Belegenheitsgemeinde. Sind nach Bezugsfertigkeit des Gebäudes Veränderungen eingetreten, welche die wirtschaftliche Gesamtnutzungsdauer des Gebäudes verlängert haben, so ist von einem entsprechenden späteren Baujahr auszugehen (§ 190 BewG).
Die Wertermittlung von Immobilien wird in der Immobilienwertermittlungsverordnung (ImmoWertV) konkretisiert. Nach § 2 Abs. 3 Nr. 10f ImmoWertV zählen zu den Grundstücksmerkmalen insbesondere das Alter, die Gesamtnutzungsdauer und die Restnutzungsdauer der baulichen Anlagen. Das Alter einer baulichen Anlage ergibt sich gemäß § 4 Abs. 1 ImmoWertV aus der Differenz zwischen dem Kalenderjahr des maßgeblichen Stichtags und dem Baujahr.

## Wirtschaftliche Aspekte
Das Baujahr hat erheblichen Einfluss auf den Marktwert eines Gegenstandes (Verkehrswert Kraftfahrzeuge, Marktwert Immobilien) und bei Gebäuden auch auf die Höhe der Grundsteuer. Vom Baujahr an beginnt bei Gebäuden die Abschreibung, sofern es der Eigentümer selbst hergestellt hat oder hat herstellen lassen. Bei Gebrauchtwagen ist deren Baujahr neben dem Kilometerstand die wichtigste Größe für den Marktwert. Deshalb ist es bei allen Gegenständen von erheblicher Bedeutung, das Baujahr eindeutig zu identifizieren.
Wegen der Sachmangelhaftung (Garantie und Gewährleistung) gilt bei Mobilien das Datum der Rechnung als Baujahr, auch wenn ein Gerät bereits deutlich früher hergestellt wurde. 